# Northeim
Northeim este un oraș în Saxonia Inferioară, Germania, capitala adiministrativă a districtului Northeim, având o populație de 31,000 locuitori (în 2002).
1. ↑  Alle politisch selbständigen Gemeinden mit ausgewählten Merkmalen am 31.12.2018 (4. Quartal) (în germană), Statistisches Bundesamt[*], arhivat din original la 10 martie 2019, accesat în 10 martie 2019
2. ↑  GeoNames